# Maria Aurora Uggla
Maria Aurora (eller Aurore) Uggla, gift Ehrengranat, född 1747, död 1826, var en svensk hovdam. Hon var hovfröken hos drottning Sofia Magdalena mellan 1766 och 1778, och hovmästarinna åt Gustav IV Adolf som kronprins mellan 1778 och 1781. Hon beskrivs tillsammans med Charlotte Manderström som drottningens närmaste vän och favorit.

## Biografi
Maria Aurora Uggla var dotter till Clas Fredrik Uggla och Anna Magdalena Hierta. Hon blev en av Sofia Magdalenas tre först hovfröknar då denna anlände till Sverige 1766: från 1771 var hon kammarfröken. Hon var en av tre hovfröknar som bar Sofia Magdalenas släp vid bröllopet i Slottskyrkan i Stockholm 4 november 1766. Uggla beskrivs som favorit och närmaste vän till Sofia Magdalena. I övrigt reserverad och med få vänner skall Sofia Magdalena ha litat på Uggla och följt hennes råd. Den enda andra hovdam som Sofia Magdalena stod nära var Virgina Charlotta Duwall gift med Kristoffer Manderström.
Som person beskrivs Uggla som begåvad och bildad men ibland skarp.  Uggla deltog ivrigt som amatörskådespelare och beskrivs som stjärnan i hovets amatörteater. Redan 1767 nämns hur hon agerade mot Gustav III vid Sofia Magdalens födelsedag på Ulriksdal. Bland de mest framstående medlemmarna i Gustav III:s amatörteater räknas Caroline Lewenhaupt, Carl von Fersen, Hedvig Ulrika De la Gardie, Nils Barck, Maria Aurora Uggla, Otto Jacob von Manteuffel Zöge, Bror Cederström samt systrarna Ulla von Höpken och Augusta Löwenhielm. År 1774 blev hon på grund av sin skådespelartalang beordrad av Gustav III av instruera Charlotta Eckerman i rollen som Mechtild i operan Birger Jarl. Detta blev en succé; "m:lle Eckerman" blev inropad på scenen av publiken, liksom sedan också hennes instruktör, Maria Aurore Uggla. Då föreställningen var över började hertig Karl att ropa: "Fröken Uggla, fröken Uggla!", vilket gjorde att även publiken började applådera Uggla i hennes loge som tack för att hon tränat Eckerman.
Uggla föreslogs först som förbindelselänk då Gustav III år 1775 beslöt att fullborda äktenskapet med Sofia Magdalena, men man valde i stället Adolf Fredrik Munck, som då redan hade en relation med Sofia Magdalenas kammarfru Anna Sofia Ramström. Då Munck ville underrätta drottningen om kungens önskan att fullborda äktenskapet, var det Uggla som först invigdes av Munck och fick agera postiljon mellan Munck och Sofia Magdalena tills denna bad att få träffa honom själv. I ett samtal med Hedvig Elisabet Charlotta av Holstein-Gottorp i juni 1778 sade Uggla: "I alla fall, om vi för ett ögonblick skulle antaga, att barnet verkligen vore oäkta, hvad skulle det väl göra kungen? Han kommer ändå alltid att betrakta det som sitt eget barn. Och saken kan också vara likgiltig, om bara Sverige får en tronarfvinge."
Maria Aurora Uggla gifte sig med överstelöjtnant Karl Adam Ehrengranat 1778. Gjörwell säger vid samma tid: "Drottningen gav henne 20 tusen plåtar i hemgift och en livstidspension på 6 tusen daler kopparmynt. Hon har så att sägandes varit drottningens enda vän och den, som hennes majestät har hyst ett oinskränkt förtroende till." Hon utnämndes därefter till en av två underhovmästarinnor för tronföljarens hov, en tjänst hon behöll fram till 1781, då kronprinsens kvinnliga hov upplöstes. Hon var fortsatt Sofia Magdalenas nära vän fram till dennas död och förutom Virginia Manderström nästan dennas enda sällskap. Vid kuppen 1809 var det Uggla som underrättade Sofia Magdalena om att hennes son Gustav IV Adolf hade avsatts och stängts in på ett rum på slottet. I hennes sällskap försökte Sofia Magdalena få träffa sonen, men hindrades av vakter. Då hon nekades av att träffa sin son ska hon ha brustit i gråt i armarna på Uggla. Maria Aurora Uggla närvarade tillsammans med Manderström och Caroline Lewenhaupt vid Sofia Magdalenas dödsbädd.

## Fiktion
Maria Aurora Uggla skildras i romanen Drottningens förtrogna av Anna Sparre (1994). I TV-serien Gustav III:s äktenskap (2001) spelades hon av Sanna Mari Patjas.